# Trigona lacteipennis
Trigona lacteipennis är en biart som beskrevs av Heinrich Friese 1900. Trigona lacteipennis ingår i släktet Trigona och familjen långtungebin. Inga underarter finns listade i Catalogue of Life.